# Begonia glauca
Begonia glauca là một loài thực vật có hoa trong họ Thu hải đường. Loài này được (Klotzsch) Ruiz & Pav. ex A.DC. mô tả khoa học đầu tiên năm 1864.